# Hersilia mainae
Hersilia mainae là một loài nhện trong họ Hersiliidae.
Loài này thuộc chi Hersilia. Hersilia mainae được miêu tả năm 1995 bởi Martin Baehr & Barbara Baehr.